# 第23回全国中等学校優勝野球大会
第23回全国中等学校優勝野球大会（だい23かいぜんこくちゅうとうがっこうゆうしょうやきゅうたいかい）は1937年（昭和12年）8月13日から8月20日の間、兵庫県武庫郡鳴尾村（現在の西宮市）の阪神甲子園球場で行われた全国中等学校優勝野球大会である。
この大会より審判委員長には、第1回大会からの荒木寅三郎に替わり審判副委員長の中澤良夫が、後任の審判副委員長には佐伯達夫が就任した。

## 代表校
| 地方大会 | 代表校   | 出場回数      |
| -------- | -------- | ------------- |
| 北海道   | 北海中   | 3年連続12回目 |
| 奥羽     | 秋田中   | 3年ぶり8回目  |
| 東北     | 山形中   | 2年連続2回目  |
| 北関東   | 高崎商   | 5年ぶり2回目  |
| 東京     | 慶応商工 | 4年ぶり3回目  |
| 南関東   | 浅野中   | 初出場        |
| 信越     | 長野商   | 2年連続6回目  |
| 北陸     | 高岡商   | 初出場        |
| 山静     | 島田商   | 3年ぶり2回目  |
| 東海     | 中京商   | 4年ぶり4回目  |
| 京津     | 平安中   | 3年連続9回目  |

| 地方大会 | 代表校 | 出場回数     |
| -------- | ------ | ------------ |
| 紀和     | 海草中 | 2年ぶり3回目 |
| 大阪     | 浪華商 | 4年ぶり4回目 |
| 兵庫     | 滝川中 | 初出場       |
| 山陽     | 呉港中 | 6年連続6回目 |
| 山陰     | 大田中 | 初出場       |
| 四国     | 徳島商 | 初出場       |
| 北九州   | 福岡工 | 初出場       |
| 南九州   | 熊本工 | 3年ぶり3回目 |
| 朝鮮     | 龍山中 | 初出場       |
| 満洲     | 青島中 | 3年連続4回目 |
| 台湾     | 嘉義中 | 初出場       |

## 試合結果

### 1回戦
- 呉港中 9 - 5 大田中
- 中京商 12 - 1 龍山中
- 平安中 4 - 3 浪華商
- 慶応商工 5 - 4 高崎商
- 熊本工 3 - 2 高岡商
- 浅野中 1 - 0 島田商

### 2回戦
- 海草中 1 - 0 徳島商
- 長野商 6 - 4 山形中
- 滝川中 13 - 5 秋田中
- 北海中 2 - 1 福岡工
- 嘉義中 12 - 0 青島中
- 呉港中 11 - 10 平安中
- 熊本工 8 - 3 浅野中
- 中京商 2x - 1 慶応商工（延長11回）

### 準々決勝
- 中京商 9 - 0 長野商
- 熊本工 5 - 1 呉港中
- 滝川中 4 - 2 嘉義中
- 海草中 13 - 1 北海中

### 準決勝
- 中京商 3 - 1 海草中
- 熊本工 6 - 0 滝川中

### 決勝
|        | 1 | 2 | 3 | 4 | 5 | 6 | 7 | 8 | 9 | R | H | E |
| ------ | - | - | - | - | - | - | - | - | - | - | - | - |
| 熊本工 | 0 | 0 | 0 | 0 | 0 | 0 | 0 | 0 | 1 | 1 | 4 | 1 |
| 中京商 | 0 | 2 | 0 | 0 | 0 | 1 | 0 | 0 | X | 3 | 5 | 3 |

1. （熊）：川上 - 吉原
2. （中）：野口二 - 松井
3. 審判
［球審］天知
［塁審］伊丹・町田・弘世

| 熊本工 | 熊本工 | 熊本工       |
| 打順   | 守備   | 選手         |
| ------ | ------ | ------------ |
| 1      | [遊]   | 田中資昭     |
| 2      | [右]   | 緒方昌       |
| 3      | [投]   | 川上哲治     |
| 4      | [捕]   | 吉原正喜     |
| 5      | [一]   | 岡本敬次郎   |
| 6      | [中]   | 鈴木田登満留 |
| 7      | [三]   | 上村直       |
| 8      | [二]   | 河野真次     |
| 9      | [左]   | 沢田正美     |

| 中京商 | 中京商 | 中京商     |
| 打順   | 守備   | 選手       |
| ------ | ------ | ---------- |
| 1      | [中]   | 富田和三   |
| 2      | [三]   | 吉田政雄   |
| 3      | [投]   | 野口二郎   |
| 4      | [右]   | 原田徳光   |
| 5      | [捕]   | 松井勲     |
| 6      | [一]   | 石井豊     |
| 7      | [左]   | 横地銀六   |
| 8      | [二]   | 牧野祐平   |
| 9      | [遊]   | 宗宮房之助 |

## その他の主な出場選手
- 白木義一郎（慶応商工）
- 宮崎仁郎（長野商）
- 宮崎皓（長野商）
- 小池繁雄（長野商）
- 高橋敏（島田商）
- 一言多十（島田商）
- 塚本勇一（島田商）
- 野口昇（中京商）
- 天野寛介（中京商）
- 瀧正男（中京商）
- 杉江文二（中京商）
- 木村進一（平安中）
- 保井浩一（平安中）
- 天川清三郎（平安中）
- 嶋清一（海草中）
- 古角俊郎（海草中）
- 岩出清（海草中）

- 田中雅治（海草中）
- 村松長太郎（浪華商）
- 坂元義一（浪華商）
- 伊東甚吉（滝川中）
- 三田政夫（滝川中）
- 田中幸男（滝川中）
- 湯浅芳彰（滝川中）
- 柚木進（呉港中）
- 田川豊（呉港中）
- 藤村隆男（呉港中）
- 竹林実（呉港中）
- 福永一馬（呉港中）
- 林義一（徳島商）
- 上野義秋（福岡工）
- 大崎憲司（福岡工）
- 武宮敏明（熊本工）
- 松井信勝（嘉義中）